# 市川市
市川市（日语：／ Ichikawa-shi */?）是日本千葉縣西北部，人口約49萬人的一个市。在千葉縣的人口相繼千葉市、船橋市、松戶市排名第4位。

## 概要
市川市隔江戶川与東京都江戶川区的相邻，距离东京市中心都心20公里，城市功能上作为首都圏的睡城。
南部为住宅区，北部的傾斜地区还留有大片的自然未开发地带。北部的市川、真間、新田、平田、菅野、八幡等地是有大量市木黑松的寧靜地區，在戰前是東京下町富豪的別墅所在地，戰後為宅邸林立的高級住宅區。過去曾有永井荷風、幸田露伴（與次女幸田文、孫青木玉同居）、北原白秋等多位文人居住，也著有許多關於市川的作品。這些文人的足跡保留在「市川文學的散步道」。上述地區由於種滿日本黑松、且有許多歷史悠久的古刹，有千葉的鎌倉之稱。
但近年因豪宅遺產稅等影響，陸續改建為公寓與停車場。在人口不斷增加與開發下，逐漸失去過去的閑靜風情。

## 地理
位於千葉縣西北部，西與東京都江戶川區間以江戶川與舊江戶川為界。该市北接松戶市、東接船橋市、鎌谷市，南接浦安市和東京灣。南部为海抜2公尺左右的平原，北部是海抜20公尺左右的台地。最高點是國府台附近、里見公園內的30.1公尺，最低點是福榮附近的0.1公尺，市內有一部分為零海拔地區。
- 在地質學上，為東北日本與西南日本交界「大地溝（日语：フォッサマグナ）」東緣的柏崎千葉構造線（日语：柏崎千葉構造線），由西北往東南方向穿過本市。
  - 市川市與船橋市交界附近至東京灣岸的千葉市中央區附近，推測有條長約22公里的東京灣北緣斷層。根據千葉縣的調查，認為此範圍內沒有活斷層。
  - 除了1992年（平成4年）度千葉縣調査結果，國家地震調査研究推進本部地震調査委員會在2001年（平成13年）11月也表示「東京灣北緣斷層不是活斷層」。

市域
- 東西8.2公里，南北13.4公里

自然
- 河川：江戶川、舊江戶川（日语：旧江戸川）、真間川（日语：真間川）、大柏川（日语：大柏川）、春木川

## 歷史
市川市內有堀之內貝塚、姥山貝塚、曾谷貝塚等多座繩文時代貝塚，其集中度是日本國內最大。律令時代，本地也是下總國國府所在地。市內的真間地區傳聞有位名為手兒奈的絕世美女，曾被收入詩集萬葉集，為當時東國（關東）的代表地區。
市川北部的台地上在舊石器時代就有人類活動（丸山遺跡、權現原遺跡、今島田遺跡等）。另有貝塚等六十多處繩文時代的遺跡。之後的彌生時代也有多處遺跡保留於市川市內（須和田、杉之木台、小塚山、宮久保、國府台等）。
國府台一帶的高地是市川的歷史重心。古墳時代初期，此地僅為小型聚落（北根、前原、鳴神山、杉之木台）。之後，高地上出現許多古墳。除了法皇塚古墳（東京醫科牙科大校內）、弘法寺古墳（真間山弘法寺內）、明戶古墳（里見公園內）等三座前方後圓墳，國府台附近約有30處古墳聚集（國府台古墳群）。
之後，國府台為律令制的國府所在地，為下總國中樞。10世紀，此地捲入平將門之亂。12世紀，在石橋山合戰中戰敗逃至安房國的源賴朝，與上總廣常軍隊在下總國府會合。15世紀，太田道灌在國府台設置臨時陣地，其弟太田資忠築國府台城。16世紀，里見義堯的里見氏與後北條氏在國府台城兩度展開國府台合戰。
戊辰戰爭之際，離開江戶的大鳥圭介率領舊幕府陸軍集結於國府台，並與土方歲三的新撰組會合，經由宇都宮前往日光。之後，另一舊幕府軍（撤兵隊）與官軍在此台地下的市川至船橋一帶交戰（市川船橋之戰）。
幕末，國府台地區曾為勝海舟設置國會議事堂的候選地點之一。
1875年（明治8年），提出作為教育機關最高學府的國府台大學校計畫，但未能實現。
1885年（明治18年），由於此地與都心間的交通便利，加上地理環境適合渡河等軍事訓練，陸軍教導團進駐原大學校用地。教導團在1899年（明治32年）廢除，後成為陸軍野砲兵連隊、國府台陸軍醫院等所在地，此時的市川作為軍都而繁榮。
戰後，陸軍的廣大用地轉變為國立國際醫療研究中心國府台醫院（舊國府台陸軍醫院）、國府台運動中心、東京醫科牙科大學、千葉商科大學、和洋女子大學、筑波大學附屬聽覺特別支援學校、千葉縣立國府台高等學校、市川市立第一中學校、千葉縣血清研究所等設施。
至於國府台以外的地區，中山地區原是中山法華經寺的門前町。行德地區原為成田街道的宿場町，後為江戶川水運中心。另一方面，行德地區在近代也以製鹽業聞名。

### 年表
- 1934年（昭和9年）11月3日－東葛飾郡（日语：東葛飾郡）市川町（日语：市川町 (千葉県)）、八幡町（日语：八幡町 (千葉県東葛飾郡)）、中山町（日语：中山町 (千葉県)）、國分村（日语：国分村 (千葉県)）合併成立市川市。是千葉縣內次於千葉市、銚子市，第三個施行市制的自治體。
- 1949年（昭和24年）11月3日－東葛飾郡大柏村（日语：大柏村）併入。
- 1955年（昭和30年）3月31日－東葛飾郡行德町（日语：行徳町）併入。
- 1956年（昭和31年）10月1日－東葛飾郡南行德町（日语：南行徳町）併入。

### 市川市的由來
市川町、八幡町、中山町、國分村合併時，當時的候選市名有「江東市」、「東葛市」、「下總市」、「北總市」、「總府市」等，在名稱未定之時，市川町的代表以水平與垂直方向寫下「市川市」，代表無論從何種方向閱讀都能辨識，因此成為市名。市役所等市政中樞設施則設在地理中心的舊八幡町。
市川这一名称的由来有两种说法：一是現在的江戶川为当時“東国”第一大河，从“一川”（ichikawa）演變為同音的“市川”，另一说法称江戶川河岸附近一直有定期的集市，故称“市川”。

## 人口
| 市川市人口分布圖 |                                               |  |
| 市川市與日本全國年齡別人口分布比較圖 （2005年資料） | 市川市的年齡、男女別人口分布圖 （2005年資料） |  |
| ■紫色是市川市 ■綠色是全国 | ■藍色是男性 ■紅色是女性                       |  |
| 市川市人口變化 \| 1970年 \| 261,055人 \| \| \| 1975年 \| 319,291人 \| \| \| 1980年 \| 364,244人 \| \| \| 1985年 \| 397,822人 \| \| \| 1990年 \| 436,596人 \| \| \| 1995年 \| 440,555人 \| \| \| 2000年 \| 448,642人 \| \| \| 2005年 \| 466,608人 \| \| \| 2010年 \| 473,919人 \| \| \| 2015年 \| 481,732人 \| \| \| 2020年 \| 496,676人 \| \| |                                               |  |
| 資料來源：日本總務省統計中心提供之人口普查數據 |                                               |  |
| 1970年 | 261,055人                                     |  |
| 1975年 | 319,291人                                     |  |
| 1980年 | 364,244人                                     |  |
| 1985年 | 397,822人                                     |  |
| 1990年 | 436,596人                                     |  |
| 1995年 | 440,555人                                     |  |
| 2000年 | 448,642人                                     |  |
| 2005年 | 466,608人                                     |  |
| 2010年 | 473,919人                                     |  |
| 2015年 | 481,732人                                     |  |
| 2020年 | 496,676人                                     |  |

## 行政

### 市長
- 市長：大久保博（日语：大久保博 (政治家)）（2009年（平成21年）12月25日－、第1期）
市川市持有股份的第三部門有線電視事業者「JCN市川（日语：JCN市川）」前身「市川有線網路」（いちかわケーブルネットワーク）前社長[5]。
- 前市長：千葉光行（1997年（平成9年）－、2001年（平成13年）－、2005年（平成17年）－、2009年（平成21年）工作3期退休）
市川市高石神（日语：高石神）的「上田牙科醫院」前院長。擔任東京牙科大学（日语：東京歯科大学）兼職講師，千葉縣議時代在牙醫學取得博士。

### 警察
- 千葉縣警察（日语：千葉縣警察）
  - 市川警察署（日语：市川警察署）
  - 行德警察署（日语：行徳警察署）

### 消防局
- 市川市消防局（日语：市川市消防局）
  - 東消防署
  - 西消防署
  - 南消防署
  - 北消防署

### 國家機關
- 千葉家庭裁判所（日语：千葉家庭裁判所）市川出張所
- 市川簡易裁判所（日语：市川簡易裁判所）
- 市川區檢察廳（日语：市川区検察庁）
- 千葉地方法務局（日语：東京法務局）市川支局
- 市川公共職業安定所（日语：公共職業安定所）
- 日本年金機構（日语：日本年金機構）市川年金事務所
- 關東地方整備局首都國道事務所市川相談所
- 自衛隊千葉地方協力本部（日语：自衛隊千葉地方協力本部）市川招募介紹所

## 立法

### 市議會
- 席次：42名
- 任期：2011年（平成23年）5月2日～2015年（平成27年）5月1日
- 議長：岩井清郎（未來、第7任）
- 副議長：松永鐵兵（綠風會、第3任）

| 会派名                                         | 議席数 | 議員名（◎為代表）                                                       |
| ---------------------------------------------- | ------ | ----------------------------------------------------------------------- |
| 公明黨                                         | 8      | ◎堀越優、中村義雄、西村敦、浅野さち、宮本均、大場諭、松葉雅浩、戶村節子 |
| 未來（みらい）                                 | 6      | ◎金子正、田中幸太郎、並木まき、荒木詩郎、岩井清郎、寒川一郎             |
| 綠風會                                         | 5      | ◎竹内清海、松永鉄兵、稲葉健二、松井努、松永修巳                         |
| 日本共產黨                                     | 5      | ◎金子貞作、髙坂進、清水みな子、桜井雅人、谷藤利子                       |
| 自由俱樂部（自由クラブ）                       | 4      | ◎井上義勝、青山博一、小泉文人、加藤武央                                 |
| 自由民主黨                                     | 4      | ◎かいづ勉、佐藤幸則、中山幸紀、宮田かつみ                               |
| 民主、連合、社民                               | 4      | ◎守屋貴子、石原よしのり、かつまた竜大、佐藤義一                         |
| 無所屬之會、市民網路（無所属の会・市民ネット） | 3      | ◎越川雅史、秋本のり子、湯浅止子                                         |
| Volunteer（ボランティア）                      | 1      | 鈴木啓一                                                                |
| 眾人之黨                                       | 1      | 石崎ひでゆき                                                            |
| 團結黨                                         | 1      | 增田好秀                                                                |

※2014年3月26日。

### 千葉縣議會（市川市選舉區）
- 席次：6名
- 任期：2011年（平成23年）4月30日～2015年（平成27年）4月29日

| 姓名       | 黨派                       | 當選次數 |
| ---------- | -------------------------- | -------- |
| 赤間正明   | 公明黨千葉縣議會議員團     | 4        |
| 水野文也   | 眾人之黨千葉縣議會議員團   | 1        |
| Pretty長嶋 | 千葉縣民之聲               | 1        |
| 坂下しげき | 自由民主黨千葉縣議會議員會 | 1        |
| 鈴木衛     | 自由民主黨千葉縣議會議員會 | 2        |
| 岡田幸子   | 日本共產黨千葉縣議會議員團 | 2        |

※2014年3月26日。

## 經濟

### 產業
- 主要產業
  - 農業：根據1993年（平成5年）地理學者森本健弘的評論，市川市的農地休耕率在關東地方的大都市周邊地區較高，屬於集約農業型態[6]。根據2006年（平成18年）千葉縣蔬果生產運送統計，梨的產量、產值為千葉縣第一[7]。也是千葉縣梨栽培發源地（始於1769年的川上善六）[8]。「市川のなし」與「市川の梨」在2007年（平成19年）8月登錄為地域團體商標（日语：地域団体商標の一覧）。
- 臨海地區（填埋地）、江戶川沿岸（田尻（日语：田尻 (市川市)）等）多工廠。

### 主要企業
- 京成電鐵
- 京葉瓦斯（日语：京葉瓦斯）
- 東洋合成工業（日语：東洋合成工業）
- 市進控股（日语：市進ホールディングス）（市進學院（日语：市進学院）、市進預備校（日语：市進予備校）等）
- Daily YAMAZAKI（日语：デイリーヤマザキ）
- 精工儀器（日语：セイコーインスツル）
- Orange Food Court（日语：オレンジフードコート）
- Amazon.co.jp配送中心

### 再開發事業

#### 本八幡站北口地區
- 1999年（平成11年）11月：本八幡Capital Tower（本八幡キャピタルタワー）竣工，地上24層、地下2層。市川市第一棟高層建築。
- 2003年（平成15年）2月：Prime Square（プリームスクエア本八幡）竣工。地上24層、地下2層。
- 2009年（平成21年）3月：GALLERIA Salla（ガレリア・サーラ）竣工。地上34層、地下2層。市川市第一棟優良建築物等整備事業。[9]
- 2013年（平成25年）5月：Grand Terminal Tower本八幡（グランドターミナルタワー本八幡）竣工。地上40層、地下2層。[10]

#### 市川站南口地區
請參照I-link Town市川
- 2009年（平成21年）1月：西地區、The Towers West（ザ・タワーズ・ウエスト）竣工。地上45層、地下2層。
- 2008年（平成20年）7月：東地区、The Towers East（ザ・タワーズ・イースト）竣工。地上37層、地下2層。

#### 漁業
- 市川漁港
- 行德漁港

## 姊妹都市・友好都市
| 城市       | 國家           | 締結日期       |
| ---------- | -------------- | -------------- |
| 加迪納市   | 美国           | 1962年11月6日  |
| 樂山市     | 中华人民共和国 | 1981年10月21日 |
| 棉蘭市     | 印度尼西亞     | 1989年11月4日  |
| 羅森海姆市 | 德国           | 2004年7月14日  |
| 原州市     |                | 2005年9月1日   |

## 地域

### 都市合併
市川市與船橋市、松戶市、鎌谷市等進行合併與升格政令指定都市的研究，2009年（平成21年）3月提出研究報告書。

### 住宅團地
- 市川真間團地
- 市川中山團地（日语：市川中山団地）
- 二俣團地
- 姬宮團地

### 教育
- 市川市內學校一覽

## 交通

### 鐵路
東日本旅客鐵道（JR東日本）
- 總武快速線：市川站
- 中央·總武線（各站停車）：市川站 - 本八幡站 - （下總中山站）
  - 下總中山駅的所在地是船橋市，但鄰接市川市。
- 武藏野線：市川大野站
- 京葉線：市川鹽濱站 - 二俁新町站

東京地下鐵
- 東西線：南行德站 - 行德站 - 妙典站 - （原木中山站）
  - 原木中山站的所在地是船橋市，但車站設施跨越市川市與船橋市。

東京都交通局（都營地下鐵）
- 新宿線：本八幡站
  - 此線是東京都交通局營運的鐵路線當中唯一存在東京都域外車站的路線。

京成電鐵
- 本線：國府台站 - 市川真間站 - 菅野站 - 京成八幡站 - 鬼越站 - （京成中山站）
  - 京成中山站的所在地是船橋市，但鄰接市川市。

北總鐵道
- 北總線：（矢切站） - 北國分站 - （松飛台站） - 大町站（日语：大町駅 (千葉県)）
  - 矢切站的所在地是松戶市，但鄰接市川市。
  - 松飛台站的所在地是松戶市，但車站設施跨越市川市與松戶市。

※市川市是東京23區外唯一東京的2間地鐵公司（東京地下鐵與東京都交通局）都有路線的市町村。另外，東京2間地鐵公司（東京地下鐵與東京都交通局）的路線當中，此市也是唯一有東京23區外的地下路線及地下車站的市。

### 路線巴士
- 京成巴士
- 京成巴士系統（日语：京成バスシステム）
- 京成交通巴士（日语：京成トランジットバス）
- 東京灣城市交通（日语：東京ベイシティ交通）
- 市川市社區巴士（日语：市川市コミュニティバス）
- 羽田機場利木津巴士 市川站南口～羽田機場（京成巴士、東京空港交通）

### 道路
- 高速道路
  - 京葉道路：市川IC - 原木IC
  - 首都高速灣岸線：千鳥町出入口
  - 東關東自動車道：灣岸市川IC
  - （計畫中）東京外環自動車道：北千葉JCT（北千葉道路） - 市川北IC - 市川南IC - 京葉JCT（京葉道路） - 高谷IC - 高谷JCT（首都高速灣岸線、東關東自動車道）
- 一般國道
  - 國道14號（千葉街道）國道14號（京葉道路）
  - 國道298號（東京外郭環狀道路）（日语：国道298号）
  - 國道357號（灣岸道路）國道357號（東關東自動車道）
  - 國道464號（日语：国道464号）
- 縣道
  - 主要地方道
    - 千葉縣道1號市川松戶線（日语：千葉県道1号市川松戸線）
    - 千葉縣道6號市川浦安線（日语：千葉県道6号市川浦安線）
    - 千葉縣道9號船橋松戶線（日语：千葉県道9号船橋松戸線）
    - 千葉縣道50號東京市川線（日语：千葉県道50号東京市川線）
    - 千葉縣道51號市川柏線（日语：千葉県道51号市川柏線）
    - 千葉縣道59號市川印西線（日语：千葉県道59号市川印西線）
    - 千葉縣道60號市川四木線（日语：千葉県道・東京都道60号市川四ツ木線）

  - 一般縣道
    - 千葉縣道179號船橋行德線（日语：千葉県道179号船橋行徳線）
    - 千葉縣道180號松戶原木線（日语：千葉県道180号松戸原木線）
    - 千葉縣道202號本八幡停車場線（日语：千葉県道202号本八幡停車場線）
    - 千葉縣道203號下總中山停車場線（日语：千葉県道203号下総中山停車場線）
    - 千葉縣道261號松戶柏線（日语：千葉県道261号松戸柏線）
    - 千葉縣道264號高塚新田市川線（日语：千葉県道264号高塚新田市川線）
    - 千葉縣道283號若宮西船市川線（日语：千葉県道283号若宮西船市川線）

### 港灣
- 千葉港（特定重要港灣（日语：特定重要港湾））

## 景點、古蹟、觀光地、節日、活動

### 宗教設施
- 下總國分寺（日语：下総国分寺）
- 中山法華經寺（日语：中山法華経寺）
- 葛飾八幡宮（日语：葛飾八幡宮）
- 手兒奈靈神堂（日语：手児奈霊神堂）
- 原木山妙行寺（日语：原木山妙行寺）
- 真間山弘法寺

### 其他
- 八幡不知森（日语：八幡の藪知らず）
- 宮內廳新濱鴨場（日语：鴨場）
- 文學的散步道[11]、萬葉之道
- 萬葉植物園（日语：万葉植物園 (市川市)）
- 大慶園

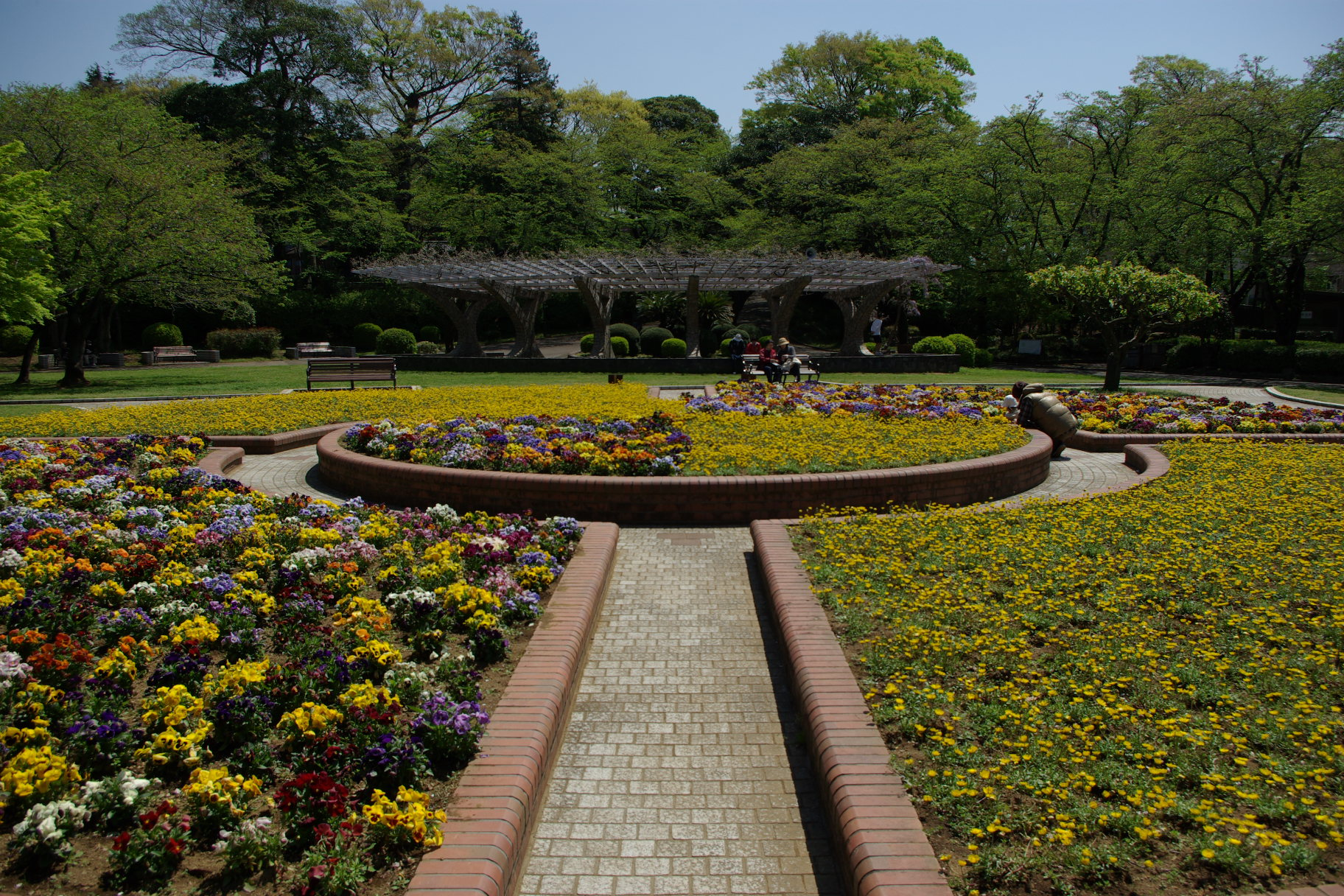
里見公園的花壇

- 市川市動植物園（日语：市川市動植物園）、市川自然博物館、市川考古博物館、市川歷史博物館
- 千葉縣立現代產業科學館（日语：千葉県立現代産業科学館）
- 市川景觀100選（2006年（平成18年）5月）
- 里見公園
- 市川市立中央圖書館
- 千葉縣血清研究所建物遺跡
- 市川市民納涼花火大會（日语：市川市民納涼花火大会）－1985年（昭和60年）起，每年7月下旬至8月上旬於江戶川河岸舉行。對岸東京都江戶川區所舉行的稱為「江戶川區花火大會」。
- Clean Spa市川（日语：クリーンスパ市川）
- 大柏川第一調節池綠地（日语：大柏川第一調節池緑地）－大柏川第二調節池
- 國分川調節池
- 市川市復健醫院
- 市川野鳥樂園

### 文化財
- 市內的國寶一覽

| 編號 | 類型 | 名稱                                   | 所在地            | 所有者或管理者 | 指定年月日      | 備註                       |
| ---- | ---- | -------------------------------------- | ----------------- | -------------- | --------------- | -------------------------- |
| 1    | 典籍 | 觀心本尊抄 附 添狀1卷 春日山蒔繪筥 1合 | 中山二丁目10番1號 | 法華經寺       | 昭和27年3月29日 | 文永十年卯月廿五日奥書     |
| 1    | 〃   | 立正安國論                             | 中山二丁目10番1號 | 法華經寺       | 昭和27年3月29日 | 文永六年十二月八日書寫奥書 |

- 市內的重要文化財（國家指定）一覽

| 編號 | 類型   | 名稱                          | 所在地            | 所有者或管理者 | 指定年月日      | 備註         |
| ---- | ------ | ----------------------------- | ----------------- | -------------- | --------------- | ------------ |
| 1    | 建造物 | 法華經寺五重塔                | 中山二丁目10番1號 | 法華經寺       | 大正5年5月24日  | 元和8年建立  |
| 2    | 〃     | 法華経寺法華堂 附 棟札5枚     | 中山二丁目10番1號 | 法華經寺       | 大正5年5月24日  | 室町時代後期 |
| 3    | 〃     | 法華經寺四足門                | 中山二丁目10番1號 | 法華經寺       | 大正5年5月24日  | 室町時代後期 |
| 4    | 〃     | 法華經寺祖師堂 附 棟札11枚    | 中山二丁目10番1號 | 法華經寺       | 大正5年5月24日  | 延寶6年建立  |
| 5    | 繪畫   | 絹本著色十六羅漢像            | 中山二丁目10番1號 | 法華經寺       | 明治37年2月18日 | 元朝時代     |
| 6    | 〃     | 絹本著色日蓮聖人像            | 中山三丁目10番4號 | 淨光院         | 昭和27年7月19日 | 鎌倉時代     |
| 7    | 古文書 | 日蓮自筆遺文 附 蒔繪聖教箱2合 | 中山二丁目10番1號 | 法華経寺       | 昭和42年6月15日 | 鎌倉時代     |

- 市內的史蹟（國家指定）一覽

| 編號 | 類型 | 名稱             | 所在地                 | 所有者或管理者 | 指定年月日       | 備註                             |
| ---- | ---- | ---------------- | ---------------------- | -------------- | ---------------- | -------------------------------- |
| 1    | 史蹟 | 堀之內貝塚       | 堀之內二丁目2899番地他 | 市川市等       | 昭和39年7月6日   | 繩文時代後期、晩期。馬蹄形貝塚。 |
| 2    | 〃   | 姥山貝塚         | 柏井町1195番地等       | 市川市         | 昭和42年8月17日  | 繩文時代中期及後期。             |
| 3    | 〃   | 下總國分寺遺跡   | 國分三丁目20番1號等    | 國分寺等       | 昭和42年12月27日 | 法隆寺式伽藍配置                 |
| 4    | 〃   | 下總國分尼寺遺跡 | 國分四丁目17番1號等    | 市川市等       | 昭和42年12月27日 |                                  |
| 5    | 〃   | 曾谷貝塚         | 曾谷二丁目438番地1等   | 市川市等       | 昭和54年12月22日 | 繩文時代後期。大規模馬蹄形貝塚。 |

- 市內的登錄有形文化財一覽

| 編號 | 類型   | 名稱                       | 所在地 | 所有者或管理者 | 指定年月日     | 備註                       |
| ---- | ------ | -------------------------- | ------ | -------------- | -------------- | -------------------------- |
| 1    | 建造物 | 西洋館倶樂部（渡邊家住宅） | 新田   | 個人           | 平成11年7月8日 | 昭和2年竣工。木造3層建築。 |

- 市內的千葉縣指定文化財請參照千葉縣指定文化財一覽（日语：千葉県指定文化財一覧）。
- 市川市指定文化財請參照市川市指定文化財一覽（日语：市川市指定文化財一覧）。

## 知名人士
- 星野道夫（攝影師）
- TAIJI（貝斯手）
- yukihiro（L'Arc〜en〜Ciel鼓手）
- 櫻井智（聲優）
- 茶野隆行（J聯盟選手、JEF聯市原·千葉&前日本國家男子足球隊）
- 西尾由佳理（前日本電視台播音員，現為自由播音員）
- B·N·F（個人投資家）
- G.G.佐藤（職棒千葉羅德海洋選手）
- 寿里（男性時尚模特兒、演員）
- 阿部勇樹（足球選手、浦和紅鑽&2010年世界盃足球賽日本代表隊成員）
- 前田敦子（前AKB48成員）
- 水卜麻美（日本電視台播音員）
- 三宅諒（倫敦奧運男子團體鈍劍銀牌）
- 小城錦康年(大相撲前小結)

## 市內學校

### 大學
- 千葉商科大學
- 東京醫科齒科大學（國府台校區）
- 昭和學院短期大學
- 東京經營短期大學
- 和洋女子大學

### 高等學校
- 市川高等學校（日语：市川中学校・高等学校）（※中高合設）
- 國府台女子學院高等部（日语：国府台女子学院中学部・高等部）（※中高合設）
- 昭和學院高等學校（日语：昭和学院中学校・高等学校）（※中高合設）
- 千葉商科大學附屬高等學校（日语：千葉商科大学付属高等学校）
- 不二女子高等學校（日语：不二女子高等学校）
- 日出學園高等學校（日语：日出学園中学校・高等学校）（※中高合設）
- 和洋國府台女子高等學校（日语：和洋国府台女子中学校・高等学校）（※中高合設）
- 千葉縣立國分高等學校（日语：千葉県立国分高等学校）

### 中學校
- 市川中學校（日语：市川中学校・高等学校）（※中高合設）
- 國府台女子學院中學部（日语：国府台女子学院中学部・高等部）（※中高合設）
- 昭和學院中學校（日语：昭和学院中学校・高等学校）（※中高合設）
- 日出學園中學校（日语：日出学園中学校・高等学校）（※中高合設）
- 和洋國府台中學校（日语：和洋国府台女子中学校・高等学校）（※中高合設）

### 小學校
- 請參照千葉縣小學校一覽（日语：千葉県小學校一覧）。